# Finland op het Eurovisiesongfestival 2022
Finland nam deel aan het Eurovisiesongfestival 2022 in Turijn, Italië. Het was de 55ste deelname van het land aan het Eurovisiesongfestival. Yle was verantwoordelijk voor de Finse bijdrage voor de editie van 2022.

## Selectieprocedure

### Uuden Musiikin Kilpailu 2022
Voor de elfde keer koos Finland voor UMK als nationale finale. De competitie bestond uit één live finale vanuit het Logomo in Turku. In september 2021 kon je je als artiest aanmelden voor de nationale finale. 312 inzendingen werden ontvangen. Op 26 februari 2022 zongen 7 finalisten elk een nummer. De winnaar werd gekozen door een jury en televoting. De televoting woog met 3/4 van de punten iets meer door dan de punten van de internationale vakjury.
| Draw | Artiest        | Lied                       | Jury | Televoting | Televoting | Totaal | Plaats |
| Draw | Artiest        | Lied                       | Jury | Stemmen    | Punten     | Totaal | Plaats |
| ---- | -------------- | -------------------------- | ---- | ---------- | ---------- | ------ | ------ |
| 1    | The Rasmus     | "Jezebel"                  | 68   | 41,758     | 242        | 310    | 1      |
| 2    | Isaac Sene     | "Kuuma jäbä"               | 28   | 17,069     | 99         | 127    | 5      |
| 3    | Olivera        | "Thank God I'm an Atheist" | 46   | 20,879     | 121        | 167    | 4      |
| 4    | Bess           | "Ram pam pam"              | 56   | 25,604     | 148        | 204    | 3      |
| 5    | Younghearted   | "Sun numero"               | 40   | 8,839      | 51         | 91     | 6      |
| 6    | Cyan Kicks     | "Hurricane"                | 52   | 29,261     | 169        | 221    | 2      |
| 7    | Tommi Läntinen | "Elämä kantaa mua"         | 4    | 8,992      | 52         | 56     | 7      |

## In Turijn
In Turijn trad de groep aan in de tweede halve finale. In de grote finale trad de groep als vierde act aan, na Portugal en voor Zwitserland. Ze behaalden een 21ste plaats met 38 punten. 
1961 · 1962 · 1963 · 1964 · 1965 · 1966 · 1967 · 1968 · 1969 · 1970 · 1971 · 1972 · 1973 · 1974 · 1975 · 1976 · 1977 · 1978 · 1979 · 1980 · 1981 · 1982 · 1983 · 1984 · 1985 · 1986 · 1987 · 1988 · 1989 · 1990 · 1991 · 1992 · 1993 · 1994 · 1995 · 1996 · 1997 · 1998 · 1999 · 2000 · 2001 · 2002 · 2003 · 2004 · 2005 · 2006 · 2007 · 2008 · 2009 · 2010 · 2011 · 2012 · 2013 · 2014 · 2015 · 2016 · 2017 · 2018 · 2019 · 2020 · 2021 · 2022 · 2023 · 2024 · 2025
Albanië · Armenië · Australië · Azerbeidzjan · België · Bulgarije · Cyprus · Denemarken · Duitsland · Estland · Finland · Frankrijk · Georgië · Griekenland · Ierland · IJsland · Israël · Italië · Kroatië · Letland · Litouwen · Malta · Moldavië · Montenegro · Nederland · Noord-Macedonië · Noorwegen · Oekraïne · Oostenrijk · Polen · Portugal · Roemenië · San Marino · Servië · Slovenië · Spanje · Tsjechië · Verenigd Koninkrijk · Zweden · Zwitserland